# جامعه اسکان ابدالیان
جامعه اسکان ابدالیان (به انگلیسی: Abdalian Cooperative Housing Society) یک منطقهٔ مسکونی در پاکستان است که در پنجاب واقع شده‌است.